# Escola Santa Gemma
L'Escola Santa Gemma és una obra de Sabadell (Vallès Occidental) inclosa a l'Inventari del Patrimoni Arquitectònic de Catalunya.

## Descripció
Edifici destinat a equipament, situat en una plaça gran i rectangular de caràcter organicista. Seguint aquest corrent, l'arquitecte va disposar l'arbrat, la jardineria, els bancs, els camins, els paviments i la pèrgola. L'edifici està format per dues ales de planta baixa fent una ela amb un pis més reduït situat sobre l'accés. Els materials empleats són el maó, el vidre i la teula plana.

## Història
Construït com a Guarderia Infantil i Casal d'Avis. Posteriorment utilitzat com Escola de Deficients Psíquics.